# Episodi di Danger Force (prima stagione)
La prima stagione della serie televisiva Danger Force, composta da 26 episodi, è stata trasmessa negli Stati Uniti su Nickelodeon dal 28 marzo 2020 al 17 luglio 2021.
In Italia, la stagione è andata in onda dal 19 ottobre 2020 su Nickelodeon.
| Nº | Titolo originale                 | Titolo italiano                             | Prima TV         | Prima TV italiana |
| -- | -------------------------------- | ------------------------------------------- | ---------------- | ----------------- |
| 1  | The Danger Force Awakens         | Danger Force in azione                      | 28 marzo 2020    | 19 ottobre 2020   |
| 2  | Say My Name                      | Dite i nostri nomi                          | 4 aprile 2020    | 20 ottobre 2020   |
| 3  | Captain Mayonnaise Ray Goes Cray | Quando Ray diventa Roy                      | 11 aprile 2020   | 21 ottobre 2020   |
| 4  | Villains' Night                  | La serata per soli criminali                | 18 aprile 2020   | 22 ottobre 2020   |
| 5  | Mime Games                       | Il gioco dei mimi                           | 25 aprile 2020   | 23 ottobre 2020   |
| 6  | Quaran-kini                      | Quaran-kini                                 | 9 maggio 2020    | 28 ottobre 2020   |
| 7  | Chapa's Crush                    | Chapa ha una cotta                          | 1º agosto 2020   | 26 ottobre 2020   |
| 8  | Return of the Kid                | Il ritorno di Kid Danger                    | 7 novembre 2020  | 25 gennaio 2021   |
| 9  | Mika in the Middle               | Mika la spiona                              | 14 novembre 2020 | 26 gennaio 2021   |
| 10 | The Thousand Pranks War: Part I  | La guerra dei mille scherzi (prima parte)   | 21 novembre 2020 | 27 gennaio 2021   |
| 11 | The Thousand Pranks War: Part II | La guerra dei mille scherzi (seconda parte) | 28 novembre 2020 | 28 gennaio 2021   |
| 12 | Down Goes Santa: Part I          | Attacco a Babbo Natale (prima parte)        | 12 dicembre 2020 | 1º febbraio 2021  |
| 13 | Down Goes Santa: Part II         | Attacco a Babbo Natale (seconda parte)      | 18 dicembre 2020 | 1º febbraio 2021  |
| 14 | Vidja Games                      | Video pericolosi                            | 23 gennaio 2021  | 13 aprile 2021    |
| 15 | Test Friends                     | I test della fiducia                        | 30 gennaio 2021  | 13 aprile 2021    |
| 16 | Lil' Dynomite                    | Lil' Dynomite                               | 6 febbraio 2021  | 22 aprile 2021    |
| 17 | Monsty                           | Monsty                                      | 20 febbraio 2021 | 15 aprile 2021    |
| 18 | Twin It to Win It                | Sfida fra gemelli                           | 27 febbraio 2021 | 14 aprile 2021    |
| 19 | Radioactive Cat                  | Il gatto radioattivo                        | 6 marzo 2021     | 19 aprile 2021    |
| 20 | Miles Has Visions                | Le visioni di Miles                         | 13 marzo 2021    | 20 aprile 2021    |
| 21 | Captain Man Strikes Out          | Capitan Man fa sciopero                     | 12 giugno 2021   | 8 giugno 2021     |
| 22 | Manlee Man                       | Manlee Man                                  | 19 giugno 2021   | 22 novembre 2021  |
| 23 | S.W.A.G is Haunted               | L'accademia è infestata                     | 26 giugno 2021   | 7 giugno 2021     |
| 24 | Family Lies                      | Bugie in famiglia                           | 3 luglio 2021    | 9 giugno 2021     |
| 25 | Earth To Bose                    | Terra chiama Bose                           | 10 luglio 2021   | 10 giugno 2021    |
| 26 | Drive Hard                       | Drive Hard                                  | 17 luglio 2021   | 23 novembre 2021  |

## Danger Force in azione
- Titolo originale: The Danger Force Awakens
- Diretto da: Mike Caron
- Scritto da: Christopher J.Nowak

### Trama
Sono passate tre settimane da quando Mika, Miles, Bose e Chapa hanno iniziato a frequentare la scuola per supereroi di Ray e Schwoz, e ancora faticano a controllare i loro nuovi poteri: Miles non riesce a teletrasportarsi dove vuole, Chapa non sa indirizzare le sue scariche elettriche, Bose fatica ad usare la telecinesi e Mika sembra non avere neppure un potere. Stufi delle lezioni su come mentire, i ragazzi reclamano per affrontare delle vere missioni, ma Ray sostiene che ci sia siccità criminale e quindi nessun furfante in libertà. I ragazzi intuiscono presto che si tratta di una bugia, così un giorno seguono di nascosto Capitan Man ad una missione alla prigione di Swellview. A questo punto Ray confessa di aver mentito perché convinto che i quattro giovani non siano ancora pronti per combattere il crimine, ma i ragazzi sono sicuri di avere ciò che serve e ingaggiano lo scontro. La loro incapacità di controllare i rispettivi poteri condanna tutti a rimanere bloccati in posizioni sfavorevoli, mentre in un momento di frustrazione, Mika sprigiona per la prima volta il suo potere: un grido distruttivo. Questo colpisce e disintegra la porta della prigione, permettendo a tutti i cattivi catturati da Capitan Man e Kid Danger nel corso degli anni di fuggire.

## Dite i nostri nomi
- Titolo originale: Say My Name
- Diretto da: Adam Weissman
- Scritto da: Jake Farrow

### Trama
Durante un'intervista della KLVY a Capitan Man in diretta dal Man Nido, in cui l'eroe cerca di spiegare la disastrosa fuga di criminali dalla prigione, la Danger Force irrompe e si mette in imbarazzo. I conduttori del notiziario attribuiscono così ai ragazzi dei soprannomi ridicoli, e Ray spiega loro che, se questi saranno pronunciati tre volte in televisione, rimarranno i loro nomi da eroi per sempre. L'unica salvezza dei ragazzi è quella di far pronunciare i loro veri soprannomi alla ragazza più famosa del momento, che si trova in un ristorante. La Danger Force la raggiunge, ma il posto viene assaltato da Toddler e i suoi scagnozzi. I giovani eroi cercano di sconfiggerli con i loro superpoteri, ma causano solo danni; decidono allora di optare per la vecchia maniera, e riescono a cacciare via i nemici, venendo acclamati dai presenti. Poco dopo un bambino, che Bose e Ray stavano cercando di riportare dai genitori, si ricongiunge con essi e saluta i ragazzi, usando per la prima volta i loro veri soprannomi da eroi: Brainstorm, Volt, ShoutOut e AWOL. La cosa viene ripresa in diretta dalla ragazza famosa e trasmessa dalla KLVY, ufficializzando quindi i nuovi nomi.

## Quando Ray diventa Roy
- Titolo originale: Captain Mayonnaise / Ray Goes Cray
- Diretto da: Evelyn Belasco
- Scritto da: Samantha Martin

### Trama
L'addestramento continua. Ray mette i ragazzi alla prova sfoderando il proprio alter ego cattivo: Roy. Intanto, la scuola deve passare un'ispezione per non essere chiusa, superare un esame e ottenere la licenza.

## La serata per soli criminali
- Titolo originale: Villains' Night
- Diretto da: Michael D. Cohen
- Scritto da: Andrew Thomas

### Trama
Qualcuno ha rubato tutti i libri della biblioteca di Swellview, tranne l'autobiografia di Capitan Man. I membri della Danger Force si travestono da cattivi per entrare alla Serata per Soli Criminali e fermare il colpevole.

## Il gioco dei mimi
- Titolo originale: Mime Games
- Diretto da: Russ Reinsel
- Scritto da: Sam Becker

### Trama
Il Capitan Man francese, Monsieur Man, sta scioperando. La Francia ha dunque bisogno di aiuto per proteggere i propri tesori nazionali dal crimine. Capitan Man e la Danger Force partono alla volta di Parigi.

## Quaran-kini
- Titolo originale: Quaran-kini
- Diretto da: Mike Caron
- Scritto da: Christoper J. Nowak

### Trama
Una fuga di gas letale costringe gli abitanti di Swellview in quarantena. Capitan Man vuole trovare il responsabile ad ogni costo. Mentre la Danger Force ha ben altro a cui pensare.
- Curiosità: Questa puntata è dedicata alla quarantena, e tutti gli attori sono nelle proprie case.

## Chapa ha una cotta
- Titolo originale: Chapa's Crush
- Diretto da: David Kendall
- Scritto da: Jessica Poter

### Trama
Capitan Man e la Danger Force non riescono a sventare una rapina al Nacho Ball. Chapa, l'unica che sarebbe potuta intervenire, non l'ha fatto: colpa di un'infatuazione che ha inibito i suoi poteri.

## Il ritorno di Kid Danger
- Titolo originale: Return of the Kid
- Diretto da: Mike Caron
- Scritto da: Jake Farrow

### Trama
Il ritorno di Henry Hart ha distratto Ray, che non pensa più tanto spesso a combattere il crimine. Ciò costringe la Danger Force ad affrontare le missioni senza Captain Man.

## Mika la spiona
- Titolo originale: Mika in the Middle
- Diretto da: Mike Caron
- Scritto da: Nathan Knetchel

### Trama
Schwoz decide di chiedere un giorno di permesso a Ray per poter andare a trovare la madre malata, ma lui non ha affatto intenzione di concederglielo.

## La guerra dei mille scherzi (prima parte)
- Titolo originale: The Thousand Pranks War: Part 1
- Diretto da: Mike Caron
- Scritto da: Angela Yarbrough

### Trama
L'Arciduca Fernando di Rivalton si reca a Swellview per tenere un discorso, durante il quale subisce una serie di scherzi.

## La guerra dei mille scherzi (seconda parte)
- Titolo originale: The Thousand Pranks War: Part 2
- Diretto da: Mike Caron
- Scritto da: Angela Yarbrough

### Trama
Mentre la Guerra dei mille scherzi va avanti, Mika comincia ad avere dei dubbi sull'Arciduca Fernando, e insieme a Bose, escogita un piano.

## Attacco a Babbo Natale (prima parte)
- Titolo originale: Down Goes Santa: Part 1
- Diretto da: Mike Caron
- Scritto da: Nathan Knetchel

### Trama
Il giorno della Vigilia di Natale, Chapa e Capitan Man colpiscono per errore la slitta di Babbo Natale.

## Attacco a Babbo Natale (seconda parte)
- Titolo originale: Down Goes Santa: Part 2
- Diretto da: Mike Caron
- Scritto da: Sam Becker

### Trama
La Danger Force deve ritrovare il prima possibile Babbo Natale, il suo sacco di doni magico e la sua slitta per salvare il Natale.

## Video pericolosi
- Titolo originale: Vidja James
- Diretto da: Evelyn Belasco
- Scritto da: Andrew Thomas

### Trama
Danger Force e Capitan Man iniziano a registrare alcuni video per racimolare dei soldi. Quando l'attività si riduce a una competizione, i due inviano per errore un filmato in cui rivelano la loro identità.

## I test della fiducia
- Titolo originale: Test Friends
- Diretto da: Elvira Ibragimova
- Scritto da: Samantha Martin

### Trama
Ray riceve la proposta di apparire sulla copertina di una rivista di supereroi, e i ragazzi gli chiedono se possono partecipare anche loro.

## Lil' Dynomite
- Titolo originale: Lil' Dynomite
- Diretto da: Evelyn Belasco
- Scritto da: Jake Farrow

### Trama
La Danger Force si rifiuta di andare alla serata speciale di Ray e lui, par far ingelosire i ragazzi, assume Lil' Dynomite, piccolo supereroe di Neighborville.

## Monsty
- Titolo originale: Monsty
- Diretto da: Russ Reinsel
- Scritto da: Nick Dossman e Shamar Michael Curry

### Trama
Ray viene chiamato a far parte di una giuria proprio la settimana in cui deve presentare una raccolta fondi come Capitan Man. Mika ha una soluzione: decide di clonare Ray, con tutte le conseguenze che ciò comporta.

## Sfida fra gemelli
- Titolo originale: Twin It to Win It
- Diretto da: Mike Caron
- Scritto da: Christopher J. Nowak

### Trama
ShoutOut e AWOL competono per vedere chi tra i due riesce a catturare il maggior numero di criminali usando i propri personali modi per combattere il crimine.

## Il gatto radioattivo
- Titolo originale: Radioactive Cat
- Diretto da: Evelyn Belasco
- Scritto da: Angela Yarbrough

### Trama
La madre di Bose porta accidentalmente a casa un gatto radioattivo in pericolo di vita. I membri della Danger Force devono riportare il gatto al Man's Nest ad ogni costo.

## Le visioni di Miles
- Titolo originale: Miles Has Visions
- Diretto da: Adam Weissman
- Scritto da: Sam Becker

### Trama
Miles scopre di riuscire a prevedere alcuni eventi del futuro. Capitan Man sospetta sia opera di Time Jerker.

## Capitan Man fa sciopero
- Titolo originale: Captain Man Strikes Out
- Diretto da: Mike Caron
- Scritto da: Nathan Knetchel

### Trama
Quando Capitan Man provoca ingenti danni durante una missione, il Vice Sindaco gli impone di pagare una multa.

## Manlee Man
- Titolo originale: Manlee Men
- Diretto da: Michael D. Cohen
- Scritto da: Michael D. Cohen e Andrew Thomas

### Trama
La Danger Force e Capitan Man sono invitati a partecipare a una sfilata di moda, ma un giornalista del notiziario nota qualcosa di strano in uno degli stilisti.

## L'accademia è infestata
- Titolo originale: S.W.A.G is Haunted
- Diretto da: Adam Weissman
- Scritto da: Angela Yarbrough

### Trama
Capitan Man scopre grazie ai ragazzi che Schwoz ha acquistato una scuola infestata dall'irritante fantasma di una persona defunta negli anni 20, che chiede aiuto per risolvere una questione in sospeso.

## Bugie in famiglia
- Titolo originale: Family Lies
- Diretto da: Evelyn Belasco
- Scritto da: Christopher J. Nowak e Jake Farrow

### Trama
L'ispettrice scolastica impone a Ray di organizzare un incontro con i genitori dei suoi studenti. Ma Chapa si trova in difficoltà e decide di mentire sulla vera identità dei suoi genitori.
- Guest star: Jeffrey Nicholas Brown (Jake Hart)

## Terra chiama Bose
- Titolo originale: Earth To Bose
- Diretto da: Russ Reinsel
- Scritto da: Samantha Martin

### Trama
Ray manda un messaggio nell'universo sfidando forme di vita extraterrestri e per tutta risposta l'aliena Glerp si presenta nel suo nascondiglio.

## Drive Hard
- Titolo originale: Drive Hard
- Diretto da: Mike Caron
- Scritto da: Andrew Thomas e Shamar Michael Curry

### Trama
La Danger Force si reca in missione a Hollywood per proteggere un importante e costosissimo film, che il produttore teme possa venire rubato da qualche società di produzione rivale.